# Lovinobaňa
Lovinobaňa é um município da Eslováquia, situado no distrito de Lučenec, na região de Banská Bystrica. Tem 21,13 km² de área e sua população em 2018 foi estimada em 2.059 habitantes.

## Demografia
| Ano:        | 1994 | 2004   | 2014   | 2024   |
| ----------- | ---- | ------ | ------ | ------ |
| Broj ljudi: | 2038 | 2101   | 2104   | 1900   |
| Razlika:    |      | +3,09% | +0,14% | -9,69% |

| Ano:               | 2023 | 2024   |
| ------------------ | ---- | ------ |
| Número de pessoas: | 1907 | 1900   |
| Diferença:         |      | -0,36% |